# 워드 웨이즈
《워드 웨이즈》(영어: Word Ways: The Journal of Recreational Linguistics)는 로골로지 분야의 학술 잡지이다. 1968년 드미트리 보그먼에 의해 창간되었다.
현재의 편집자는 제러미아 패럴(Jeremiah Farrell)이다. 는 매회 80페이지의 분량으로 1년에 네 번 발행된다.
이 외에도 Adult Association for Adult Literacy와 Literacy Coordinators of Alberta에서 출판되는 《Word Ways: Going Places with Literacy》라는 비슷한 이름의 학술잡지도 있다.

## 같이 보기
- 낱말 놀이
- 언어학